# 陳靜堯
陳靜堯（Claudia Chan Ching Yiu，1993年4月1日—），香港女演員及《2018年度香港小姐競選》友誼小姐。
曾為無綫電視經理人合約藝員。

## 簡歷
陳靜堯大學畢業，參選前曾於紐西蘭任小學教師。2018年她回港參選香港小姐競選，參選期間由於髮型突出而引人注意，最後獲友誼小姐。同年10月中入讀兩個月的短期無綫電視藝員訓練班。2018年10月中簽無綫電視經理人合約，至2020年8月底離開。

## 演出作品
- 快樂中年
- 愛·回家之開心速遞
- 那些我愛過的人
- 伙記辦大事

## 曾獲獎項與提名
| 年份   | 獎項                              | 結果 |
| 2018年 | 2018年度香港小姐競選 「友誼小姐」 | 獲獎 |
| 2018年 | 2018年度香港小姐競選 最佳口才獎   | 獲獎 |

## 外部連結
- 陳靜堯在tvb.com的資料
- 陳靜堯的Instagram帳戶
- 2018香港小姐競選- 8號陳靜堯Claudia Chan - 佳麗檔案- tvb.com

| 前任： 張寶欣 | 香港小姐競選友誼小姐 2018年 | 繼任： 陳熙蕊 |